# Салафизм в Дагестане

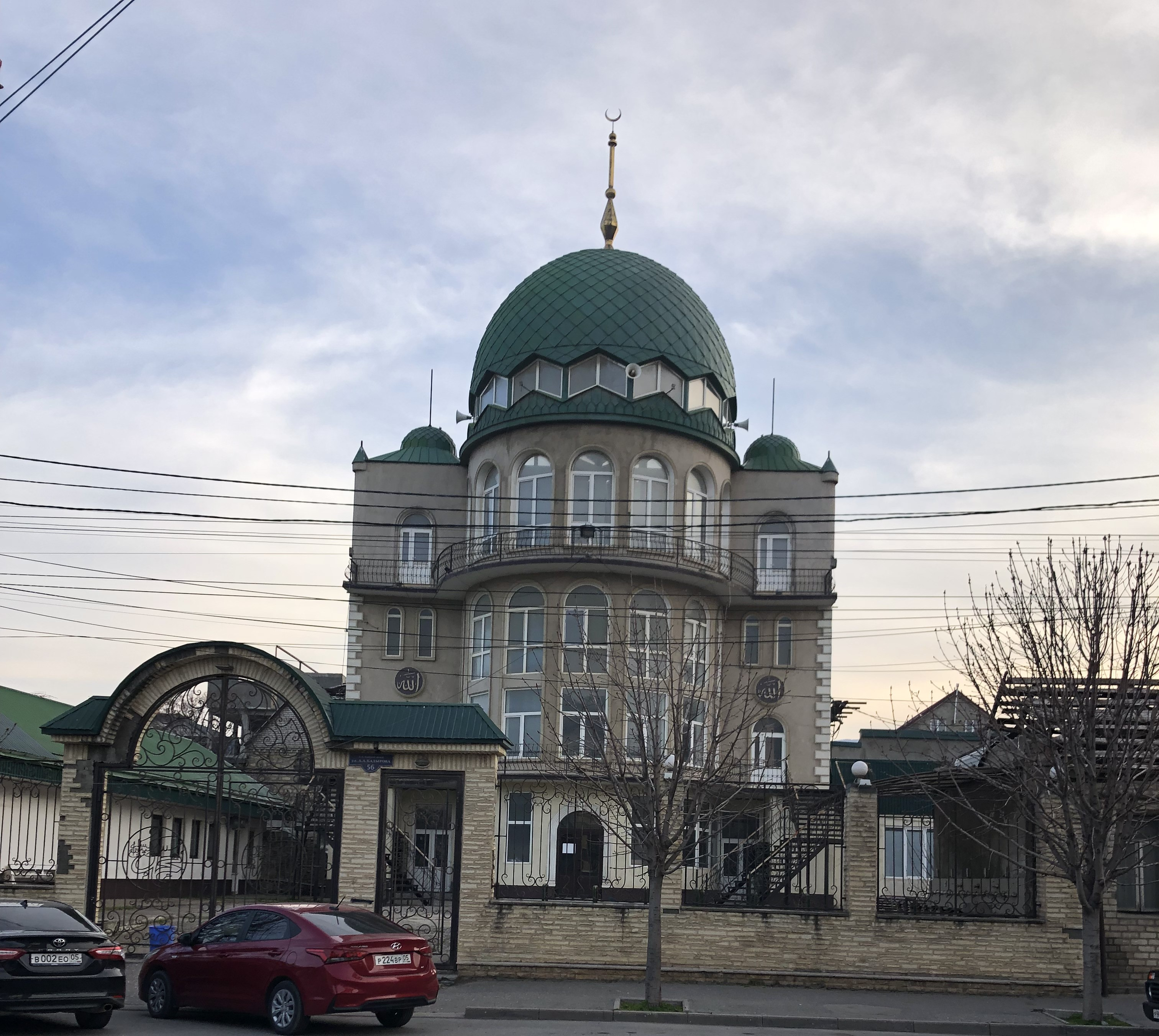
Закрытая салафитская мечеть «ан-Надирия» в Махачкале

Салафизм в Дагестане — одно из исламских течений, распространённых среди мусульман Дагестана. Дагестанских салафитов часто называют «ваххабитами»,  из-за основателя течения Мухаммада ибн Абдуль Ваххаба .

## Идеология
Салафизм представляет из себя движение за очищение ислама от новшеств и возврату религии к изначальному виду периода саляфов. Салафиты признают источником ислама только священное писание — Коран — и сунну пророка Мухаммада. По их мнению, кавказским мусульманам необходимо избавиться от недозволенных новшеств, которые укоренились в их обществе. Чаще всего критикуют суфиев — за культ святых, почитание могил и прочее, в чём салафиты видят многобожие. Выступают против ряда кавказских традиций и обычаев, приписываемых исламу, но являющихся нововведениями — суфийским коллективным молитвам, чтения Корана на кладбищах или дома у умершего, талкина на похоронах, поминок на 3-й и другие дни после похорон, раздачу милостыни на кладбищах и у могил «святых», чрезмерно больших расходов на празднование свадьбы и махра, использования чёток, амулетов, а также празднования мавлида.
Отвергают тавассуль посредством творений, считая это бида, ведущее к ширку. Считают истигаса большим ширком. Дагестанский салафитский шейх Багаутдин Мухаммад относил бида к разряду тягчайших грехов. В вопросе иджтихада и таклида большинство салафитских богословов признают следование мазхабам четырёх имамов, сверяя при этом действия с Кораном и сунной, одновременно с этим считают необходимым иджтихад в контексте перемен и актуальной ситуации. В идеологии салафитов важное значение принимает джихад — как в смысле внутреннего самосовершенствования мусульманина, так и противостояния внешним врагам ислама.
Салафиты опускают бороду и стригут усы, в отличие от кавказских мусульман других течений, носят укороченные брюки, женщины покрыты в хиджаб, часто с закрытым подбородком, или никаб. Однако после начала масштабного давления на салафитов после 1999 года многим из них пришлось изменить внешний вид.

## Название
«Салафизм» происходит от слова салаф (араб. سلف‎), что с арабского переводится как «предшественники». Так в исламе называют первые три поколения мусульман, на которых ориентируются салафиты. Название «ваххабизм» образовано от имени Мухаммада ибн Абд аль-Ваххаба — исламского богослова XVIII века, возглавившего фундаменталистское движение в Саудии, это название прикрепилось за местными салафитами из-за их религиозных противников — суфиев из ДУМД, от которых его переняли российские СМИ, государственные и военные деятели. Как пишет этнограф Владимир Бобровников, у дагестанского салафизма и саудовского ваххабизма имеются существенные различия в исторических условиях появления, социальных базах и политических формах. Сами дагестанские салафиты отвергали такое название, говоря, что это политический ярлык, и предпочитали называться салафитами или «общиной сунны и джамаата» («ахль ас-сунна валь джамаа»). Против называния «ваххабитами» дагестанских исламистов выступало и руководство Саудовской Аравии, отправив официальную просьбу правительству России.

## История

### XVIII век
В российских информационных изданиях пропагандируется версия, что салафизм в Дагестане — это чуждое и новое явление, появившееся только в 1990-х годах. Хотя фактически, как пишет исследователь Руслан Курбанов, это исламское течение имеет в регионе более чем трёхсотлетнюю историю.

### Джадидизм
В начале XX века в широкое распространение в исламском мире получило движение джадидизма. В дагестанской богословской среде активно шли дискуссии на исламские темы, такие как иджтихад и таклид, тавассуль, мавлид, посещение могил и чрезмерное почитание шейхов. Полемика публиковалась в журналах «Джаридат Дагистан» и «Баян аль-Хакаик», сохранились письма участников. По мнению суфия Абд аль-Хафиза Охлинского, первым, кто принёс в Дагестан «ваххабизм» был Али Каяев — первый выпускник университета Аль-Азхар из Дагестана. По словам Охлинского, там Каяев познакомился с известным исламским реформатором Мухаммадом Рашидом Рида и перенял его идеи. Каяев призывал местных богословов не следовать слепо за чьим либо толкованием ислама и самостоятельно исследовать Коран и сунну для выведение актуальных решений. Другим распространителем новых идей в Дагестане был шейх Мухаммад аль-Умри из Ухли, противостоявший суфиям и призывавший сжигать их книги. Также Абд аль-Хафиз называет «ваххабитами» шейхов Абд ар-Рашида Араканского и Абу Мухаммада Могохского, они оба были сторонниками иджтихада и противниками таклида. Али Каяев, основавший газету «Джаридат Дагистан», давал возможность суфийским оппонентам выразить своё мнение в ней. Так, суфии занимались осуждением салафитских учёных, таких как Ибн Таймия, Ибн аль-Кайим и Ибн Абд аль-Ваххаб, Каяева же обвиняли в следовании этим троим. В джадидисткой газете «Баян аль-Хакаик» было дано определение ваххабизму — «это последователи Ибн Таймийя, но, в отличие от него, допустившие чрезмерности в запрете посредничества, обращении к Аллаху с просьбой о заступничестве пророков и праведников, и мы опасаемся, что они овладеют Пресветлой Мединой, разрушат могилу Пророка, ﷺ, запретят посещать его могилу и т. д.». Сами основатели журнала во главе с Абусуфьяном Акаевым ставили своей целью очищение шариата от искажений, отпор атеизму и распространение исламского сознания среди населения, в журнале поднималась тема еретичества современного суфизма, который, по их словам, не имеет ничего общего с истинным суфизмом, суфии обвинялись в дозволении танцев и музыки в мечетях, почитании шейхов больше, чем пророка, обжорстве на мавлидах, отклонении от поклонению Аллаху, механических выполнениях вирдов, гордыне, недоброжелательности, показушничестве, страсти к мирской жизни и отсутствии элементарных исламских знаниях.

### Позднесоветский и постсоветский период
Движение заново сложилось в регионе в 1970—1980-е годы. Первые идеологи салафизма получали образование у местных суфиев-тарикатистов. Главным идеологом и признанным лидером начавшегося движения стал Багаудин Кебедов, родившийся в 1940-е годы. Багаудин и его соратники Аббас Кебедов и Ахмад-кади Ахтаев в 1970-х годах организовали нелегальные молодёжные группы по обучению арабскому языку и исламу. Ядром последователей были молодые переселенцы из горных сёл. Первая учебная группа была в селе Первомайское, другие были созданы в Кокреке, Новосаситли, Нечаевке, Ясной Поляне.
К первой половине 1980-х годов советские власти с КГБ и МВД сумели подавить организацию. Но вскоре происходила либерализация советской религиозной политики и салафитские общины стали возвращаться вновь, к распаду СССР они уже были организационно и идейно выстроены. Первый салафитский джамаат сформирован в Кизилюрте Багаудином, Ахтаев возглавил джамаат в Кудали, Хасбулат Хасбулатов — в Губдене. Основную часть салафитов составляли аварцы и даргинцы.
Салафитские общины начали появляться в Махачкале, Хасавюрте, Кванаде, Сантладе, Тлондоде, Тинди, Акуше и других городах и сёлах Дагестана. В Астрахани джамаат возглавил ученик Багаутдина Кебедова Аюб Астраханский. После падения «железного занавеса» дагестанским мусульманам-салафитам открылась возможность сотрудничать с международными организациями. Ими была установлена связь с миссионерскими компаниями «Спасение», «Ибрахим ал-Хайрийа», «SAAR Foundation». Благодаря финансовой поддержке «Всемирной ассоциации исламской молодёжи» и саудовских компаний, в Москве ими были изданы сотни тысяч просветительских брошюр, затем распространённых на Кавказе, на тему мусульманских обрядов, молитв, основам шариата, сунны, арабского языка, салафитской акиды. Открывались мечети, молельные дома, телерадиоцентры, исламские учебные заведения.
К середине десятилетия салафиты выделились в три политических течения. Основной была группа Багаутдина Кебедова, которая вела идеологическую борьбу с суфиями и правительством Дагестана, обвиняя обоих в многобожии. Багаутдин в этот период наряду с просветительскими методами признавал и политические — организация партий, парламентских блоков, митингов. Другая группа так называемых «умеренных салафитов» объединилась вокруг Ахмад-Кади Ахтаева, который поддерживал связь с суфиями и признавал светскую власть в Дагестане. Третью группу — наиболее радикальную и малочисленную — собрал вокруг себя Аюб Астраханский, предполагавший, что необходимо «освободить Кавказ от русских кафиров» и что область скоро станет «дар аль-харбом» — территорией военных действий, вскоре эта группа распалась.
В 1994 году в даргинском селе Карамахи поселился иорданский миссионер Мухаммад Али. Под влиянием его проповеди многие жители местных сёл стали салафитами, а их лидером — Джарулла Гаджибагомедов. В Карамахи работала школа по подготовке моджахедов к боевым действиям.
Часть салафитов участвовала в Первой чеченской войне на стороне Ичкерии.
Во второй половине 1990-х суфии из ДУМД, одни из главных идеологических противников салафитов, начали широкую «антиваххабитскую» агитацию среди населения и властей. Официально признав, что они не способны на противостояние салафизму интеллектуально, для борьбы они активно сотрудничали с МВД и ФСБ. В 1995 и 1997 годах Багаутдин Кебедов публично заявлял, что они не стремятся к насильственным госпереворотам и будут достигать своих целей только мирным путём, то же декларировал Аббас Кебедов. Целью их было построение в Дагестане исламского государства, однако Багаутдин отмечал, что ни салафитское руководство, ни дагестанское общество пока к этому не готовы, поэтому они будут ограничиваться лишь проповедью.
В мае 1997 года Карамахи произошёл вооружённый конфликт. Против салафитского джамаата объединились суфии, российские силовики и криминальные группировки. В результате убит 1 человек, ранено несколько. Местные салафиты после этого начали ускоренно готовиться к обороне и милитаризироваться.
В декабре 1997 года боевой группой арабского моджахеда Хаттаба, вышедшей из Ичкерии, атакована российская военная база под Буйнакском. Они объявили, что это только начало джихада в Дагестане. И «Исламский джамаат» Багаутдина, и карамахинцы отвергли своё участие в этом нападении, Багаутдин отрицательно отнёсся к нападению, Ахтаев выступил с осуждением по ТВ. Несмотря на это, дагестанские власти обвинили в этом дагестанских салафитов и, в частности, карамахинцев. Начались аресты, избиения членов джамаата. В том же месяце под лоббированием ДУМД принят закон «О свободе совести и религиозных объединениях», который запретил салафитам создавать общины, иметь мечети и распространять свою миссионерскую литературу. Из-за угрозы преследования Багаутдин Кебедов и многие салафиты ушли на территорию Ичкерии. В 1998 году умер Ахтаев и умеренная группа осталась без лидера, их общины перешли к Багаутдину. Последователи Багаутдина в Чечне начали проходить военную и идеологическую подготовку.
В январе 1998 года в Гудермесе Багаутдин объявил о военном положении между «Исламским джамаатом» и руководством Дагестана, призвал начать джихад. Оценив угрозу, власти Дагестана отпустили большинство задержанных салафитов и приостановили репрессии.
Реакцией на убийство салафита в Карамахи стало то, что салафиты в мае 1998 года захватили отделение милиции и изгнали силовиков, на границах Карамахи и соседних сёл были выставлены блокпосты. С этого момента этот участок фактически перешёл под контроль салафитов, со стянутыми в район милиционерами после столкновения были достигнуты договорённости. В начале августа они объявили о создании «отдельной исламской территории» с шариатскими законами, впоследствии прозванной «Кадарской зоной». Между карамахинцами и республиканскими и федеральными властями шли переговоры, участником которых был и премьер-министр РФ Степашин, который заверил, что никаких силовых мер применяться не будет, был подписан договор о ненападении. В марте 1999 года там учреждён Высший шариатский суд.
В марте 1999 года в Чечне была создана «Исламская Армия Кавказа» с амиром Багаутдином во главе. В августе 1999 года салафитские объединения под руководством Багаутдина Кебедова объявили о создании в Дагестане исламского государства и начали войну с российскими властями, они вошли в Цумадинский район. Им на помощь из Ичкерии пришли боевые группы Басаева и Хаттаба, вторгшиеся в Ботлихский район. Карамахинцы тем временем отмежевались от них и заявили, что не поддержат боевые действия. Впоследствии федеральным войскам удалось отбить вторжение чеченских моджахедов и подавить мятеж дагестанских салафитов, Кадарский анклав был взят ими, а Карамахи — разрушено. После этого в Дагестане был принят закон «О запрете ваххабитской и иной экстремистской деятельности на территории Республики Дагестан», который стал отправной точкой в массовых репрессиях против салафитов, включая «умеренных». В МВД создан Отдел по борьбе с ваххабизмом. Начались аресты лидеров, уничтожение литературы, разрушение мечетей. В Кизилюрте ополченцы захватили салафитскую мечеть, подбросив туда гранату и ранив человека.

### 2000-е
После 1999 года против салафитов начались аресты, допросы, выбивания показаний, пытки и требование заплатить тысячи долларов за освобождение. Это стало фактором радикализации исламской молодёжи, дальнейшее давление на которую вылилось в создание вооружённой военно-политической оппозиции. Сплачивались полуавтономные отряды моджахедов, которые, объединившись, образовали эффективную подпольную сеть «Шариат» под руководством Расула Макашарипова, занимавшейся ликвидацией силовиков — сотрудников управления по борьбе с экстремизмом, ФСБ, МВД, ППС. Критическая концентрация моджахедов наблюдалась у чеченской границы, в Хасавюрте и Махачкале. Повстанцы были политически ориентированы на воссоздание Северокавказского имамата и Исламского халифата, были распространены идеи Хизб-ут-Тахрир. К ним начали присоединяться выходцы из интеллектуальной среды, такие как Ясин Расулов и Абузагир Мантаев.
В 2007 году лидеры чеченских моджахедов объявили о роспуске Ичкерии и образовании на Северном Кавказе Имарата Кавказ, фронт боевых действий был значительно расширен. Первым амиром Имарата стал Доку Умаров. Джамаат «Шариат» преобразовался в «Вилаят Дагестан» в составе Имарата.
На Северном Кавказе для контроля над салафитами властями стал применяться «профучёт», регистрировали путём занесения в списки всех подозреваемых в «экстремизме». По данным «Международной кризисной группы», «многие были поставлены на учёт из-за своей внешности, из-за того, что ходят не в ту мечеть, контактируют с другими салафитами либо когда-то сдали квартиру подозрительным лицам или подвезли подозрительного человека». Постановка на учёт означает необходимость проходить проверку личности на постах ДПС, допросы, походы в отделение полиции, снятие отпечатков, сдачу биоматериалов на анализы, фотографирования. Большинство поставленных на учёт не может выехать за пределы региона, их снимают с авиарейсов. По словам правозащитницы Сапият Магомедовой, «силовики подбрасывают им оружие, боеприпасы и наркотики, задерживают и пытают их». Добиться снятия кого-либо с учёта невозможно, даже если человека внесли туда ошибочно. Давление на молодёжь профучётом только способствовала их уходу в НВФ.
С 2009 года основной горячей точкой на Кавказе вместо Чечни стал Дагестан, где каждый день происходили нападения на российских силовиков.
С 2010 года со становлением Магомедсалама Магомедова президентом Дагестана со стороны республиканских властей предпринимался более либеральный подход по отношению к салафитами. Власти перестали вмешиваться в межрелигиозный конфликт и равноудалились как от салафитов, так и от суфиев. Салафиты участвовали в общественной жизни, открывали мечети, медресе, детские сады, благотворительные фонды. Создана комиссия по адаптации членов НВФ к мирной жизни. На фоне таких действий отток молодёжи в ряды вооружённых формирований сократился на 15 %. Напряжённость между лесным подпольем и силовиками также снижалась. В 2011 году салафиты собрали крупную акцию протеста в Махачкале, они добивались встреч с должностными лицами и выдвигали свои предложения и требования. Между представителями суфизма в лице официального духовенства и салафитами в лице «Ассоциации учёных Ахлю-Сунна» начал возникать диалог с целью мирного преодоления их противостояния. Диалог оборвался из-за убийства суфийского лидера Саида Чиркейского.

### Отток наБлижний Восток
Вскоре либеральный подход был свергнут, к власти в республике пришёл активный сторонник суфизма Рамазан Абдулатипов. Накануне Олимпийских игр в Сочи российские силовики развернули массовую кампанию по выдавливанию салафитов, в том числе «умеренных», с Северного Кавказа. Были проведены сотни спецопераций, в ходе которых были убиты лидеры и члены НВФ, тем временем на законопослушных салафитов давили, закрывая мечети, молельные дома, фонды, кафе, проходили массовые задержания верующих. В 2014—2016 годах вооружённое салафитское сопротивление на Северном Кавказе пошло на резкий спад из-за разрастания гражданской войны в Сирии, в которую включилась и армия РФ. Члены кавказских формирований перекочевали и примкнули к исламистским группировкам в Ираке и Сирии. Поначалу российские правоохранительные структуры открыли границы для них и поощряли миграцию из страны. К июлю 2015 года большинство из них перешли в «Исламское Государство», остальные воевали в составе Джебхат ан-Нусра, Лива аль-Мухаджирин валь-Ансар, Аджнад аль-Кавказ и других джамаатов. Одновременно с этим действовали всё ещё верные Имарату моджахеды, имевшие минимальные поддержку и оперативные возможности. Амир Имарата Алиасхаб Кебеков запретил своим сторонникам контактировать с ИГ и подтвердил свою связь с Аль-Каидой, но в 2015 году он был убит, что укрепило симпатии кавказских моджахедов к ИГ. Руководство ИГ объявило о создании Вилаята Кавказ в его составе с Рустамом Асельдеровым во главе. Присягнувшие ИГ кавказцы ожидали финансовой поддержки от неё, но в итоге таковой не поступило и присутствие ИГ на Северном Кавказе ограничилось только громкими терактами смертников-одиночек и информационными заявлениями. 
Летом 2015 года по всему Дагестану проходили рейды по мечетям. 20 ноября официальным духовенством и силовиками была захвачена и закрыта мечеть «Ан-Надирия» в Махачкале, которая была главным оплотом дагестанского салафизма. В салафитской мечети в Ленинкенте под давлением силовиков сменили имама. В Дербенте был задержан имам салафитской мечети в районе Аэропорт, что тоже спровоцировало митинг. Были закрыты мечети Новом Куруше, Шамхале, в районе Махачкалы Пальмира, а также молельные дома. В некоторых мечетях сплочённые прихожане отстояли мечети и имамов: так было с махачкалинской мечетью «Тангим», хасавюртовской мечетью «Северная», после закрытия которой 5 тысяч салафитов вышли на митинг и добились открытия. Противники мечетей утверждают, что в них проходила вербовка в ряды боевиков, однако это опровергается эмпирическими данными. По словам эксперта из Оксфордского университета, 95 % членов ИГИЛ завербованы знакомыми, через соцсети, а вербовка в мечетях это редкое явление. 

## Распространение
Гонения против салафитов со стороны властей и силовиков не поспособствовали искоренению этого движения. Салафитские общины, численностью от пары десятков до тысяч членов существуют во многих дагестанских городах: Махачкале, Буйнакске, Дербенте, Хасавюрте и других, а также в горных и равнинных районах республики, в том числе в Ногайской степи. Таким образом, салафитские общины есть практически в каждом районе. Точную численность невозможно определить из-за подпольного характера движения.
В 1998 году, по словам секретаря Совбеза РД Толбоева, в «Исламском джамаате» Кебедова состояло 14 тысяч человек. В этот период в Махачкале под их полным контролем было 3 мечети. В 1999 году база данных МВД включала более четырёх тысяч членов джамаата. Со второй половины 2014 года количество постановок на проучет резко выросло, особенно в Дагестане, где это, согласно докладу Международной кризисной группы, носит самый агрессивный характер. В 2016 году на профучёт МВД поставлено 15 тысяч «ваххабитов», в том числе жёны, вдовы, дети, сёстры боевиков и иногда родители. В 2017 году появилась информация от властей, что постановка на учёт по категории «ваххабизм» отменена. Но правоохранительные органы продолжают вести учёт, отрицая это на официальном уровне.
Согласно социологическому исследованию, проведённому в 2004 году Дагестанским научным центром РАН, 83 % служителей исламского культа и до 40 % верующих в республике придерживаются фундаменталистских взглядов.
Благодаря широкой акции по дискредитации салафитов в СМИ, общественное мнение о них в основном негативное. Против них был направлен мощный поток дезинформации и, в силу того, что салафиты не имели возможности на широкую аудитории разъяснить свою позицию, большинство населения восприняло пропаганду.
Многие эмигрировавшие дагестанцы-салафиты осели в Турции. Их численность на 2015 год оценивалась от нескольких тысяч до десятков. Известными среди русскоязычной исламской аудитории современными салафитскими шейхами являются дагестанцы Абдуллах Костекский и Абу Умар Саситлинский.